# Associação Desportiva Cearense
A Associação Desportiva Cearense (ADC) foi uma entidade brasileira fundada em 23 de março de 1920  por Bangu Foot-Ball Club, Ceará Sporting Club, Fortaleza Sporting Club e Guarany Atlético Club constituídas  pela sociedade para realização de campeonato anuais de Foot-ball e Atletismo.
Com o passar do tempo realizando campeonatos de Basketball e Volleyball. em 1929 a Associação Desportiva Cearense realiza o primeiro torneio inicio e o Campeonato Cearense de Basket-ball com as equipes do Ceará, Fortaleza, Guarany e Maguary.  
Em 1938 surge para difusão e controle do Basquete local a Associação Cearense de Basket-ball tendo como clubes fundadores o Náutico Atlético Cearense, Bombeiros Sport Club, Cavallaria Sport Club, Agapito dos Santos Sport Club, Colégio Cearense Sport Club, Lyceu Sport Club e Instituto São Luiz Sport Club para se filiar a Federação Brasileira de Basket-ball para a disputa dos Campeonato Nacional de 1939.  sendo o primeiro esporte a ter um federação especifica local  "desmembrando" da ADC.
Em 11 de julho de 1941, passou a se chamar Federação Cearense de Desportos (FCD), por decreto do então presidente da República Getúlio Vargas. Com o tempo surge outras Federações para as modalidades como a Federação Cearense de Basketball, Federação Cearense de Desportos Aquáticos, Federação Cearense de Futsal, Federação de Voleibol do Estado do Ceará e Federação de Handebol do Estado do Ceará